# Наволокин, Иван Иванович
Иван Иванович Наволокин (1892, Кирсанов — 1960) — бригадир Астраханской дистанции пути Рязано-Уральской железной дороги, Герой Социалистического Труда. Почётный железнодорожник. 

## Биография
Родился 1892 году в городе Кирсанов Тамбовской области в семье железнодорожника. В детстве с родителями переехал под Астрахань. С 16 лет пошел работать с отцом путевым рабочим.
В 1911 году поселился с семьёй на полустанке без названия, с цифрой «12-й километр», а позже «492-й километр» Рязано-Уральской железной дороги. В первом случае цифра означала расстояние до Астрахани, во втором — до Царицына. Здесь на полустанке прожил всю свою жизнь, трудился бригадиром путейцев. Благодаря трудолюбию, организаторским способностям, умению находить контакт с людьми, разными по характеру и возрасту, ему удалось создать хороший дружный коллектив дистанции пути.
В Гражданскую войну его едва не расстреляла банда. Ворвавшись рано утром на полустанок они разобрали путь, а утром должен проследовать эшелон с людьми в сторону Астрахани. Помогать бандитам Наволокин наотрез отказался, сумел подать сигнал тревоги показавшемуся паровозу-разведчику, а потом сбежал из под расстрела. После того как удалось восстановить разрушенное, через полустанок стали чаще ходить поезда от Саратова к дельте Волги и к Саратову. Мирный труд нашего народа нарушило вероломное нападение Германии.
В июле 1942 года война докатилась и до Волги. С Верхнего Баскунчака в Астрахань стали приходить санитарные поезда с ранеными и обгоревшими. Стали чаще появляться вражеские самолёты-разведчики, а потом и бомбовозы. Обстреливали и околоток Наволокина, бросали на поезда и просто на пути бомбы. После разрушений Наволокин стремился как можно быстрее восстановить путь. Движение поездов стало более интенсивным, когда ввели в строй срочно построенную линию железной дороги от Кизляра до Астрахани.
Сутками не бывал Иван Наволокин дома, а если приходил, то не для отдыха, а чтобы обновить инструмент, подобрать нужный материал, взять продукты. Путейцы его бригады работали днём и ночью. Знали, что от пропускной способности полустанка немало зависит и там, на западном берегу Волги.
Указом Президиума Верховного Совета СССР от 5 ноября 1943 года «за особые заслуги в обеспечении перевозок для фронта и народного хозяйства и выдающиеся достижения в восстановлении железнодорожного хозяйства в трудных условиях военного времени» Наволокину Ивану Ивановичу присвоено звание Героя Социалистического Труда с вручением ордена Ленина и Золотой медали «Серп и Молот».
В декабре 1943 года его вызвали в Москву и в Кремле ему вручили награды, в наркомате высшую награду отрасли — знак «Почётному железнодорожнику». После награждения он также продолжал трудиться на своем околотке, обеспечивая бесперебойное движение эшелонов через полустанок. Путевое хозяйство изношено, в военные годы рельсы, костыли, накладки, скрепления и стрелочные переводы заводами не производились, как и путейский инструмент. В кузнице на своём полустанке Наволокин вырубал куски рельсов, и после скреплений они ещё служили в пути.
И после войны герой-путеец продолжал работать по-фронтовому. В 1947 году был избран депутатом Астраханского областного Совета. Скончался в 1960 году.
Награждён двумя орденами Ленина, медалями.